# Franco à bord
Pour les articles homonymes, voir FAB et FOB.
L'expression franco à bord (FAB) ou, en anglais, free on board (FOB), sont des incoterms signifiant qu'une marchandise est achetée ou vendue sans les frais du transport principal et autres frais et taxes y afférents et sans les assurances. Par conséquent, quand on achète une marchandise à un prix « FOB », il faut ensuite payer son transport principal et les taxes ainsi que les frais d'assurances. Le prix « FOB » est ainsi toujours inférieur au prix « Coût, assurance et fret » (CAF), ou en anglais, Cost, Insurance and Freight (CIF).
Cet incoterm n’est applicable qu’au transport maritime. Il désigne le vendeur comme responsable de la marchandise jusqu’à ce que celle-ci soit à bord du navire. Cela sous-entend que le fournisseur doit se charger de l’emballage de la marchandise, du choix de la société de transport et des honoraires d’assurance (vols, pertes, détériorations, etc.), jusqu’au port d’acheminement choisi par le client. La déclaration à la douane, les documents à fournir à cette entité, ainsi que le paiement des taxes à l’exportation, sont aussi sous sa responsabilité.
En comptabilité nationale, l'expression désigne la valeur d'un échange commercial augmenté des coûts nécessaires à l'acheminement jusqu'à la frontière nationale qu'il a occasionnés. Il est souvent utilisé pour exprimer le montant des exportations dans le calcul du solde commercial.

## Situation particulière
Aux États-Unis, les incoterms n’ont pas tout à fait la même signification que les incoterms internationaux. Ainsi, un Américain qui vend « FOB New York » pourrait considérer que cela signifie que les frais d’embarquement à New York sont à la charge du client ; dans le cas d'un « FOB Las Vegas » (qui n’a pas de port) c'est le « FOB Factory », valable uniquement aux États-Unis, qui s'applique. Les FOB américains s'interprètent donc de façon différente des pratiques internationales : les contrats précisent dès lors les conditions de livraisons en stipulant « Incoterm FOB New York, International Chamber of Commerce Incoterms ».